# Staatse vloot

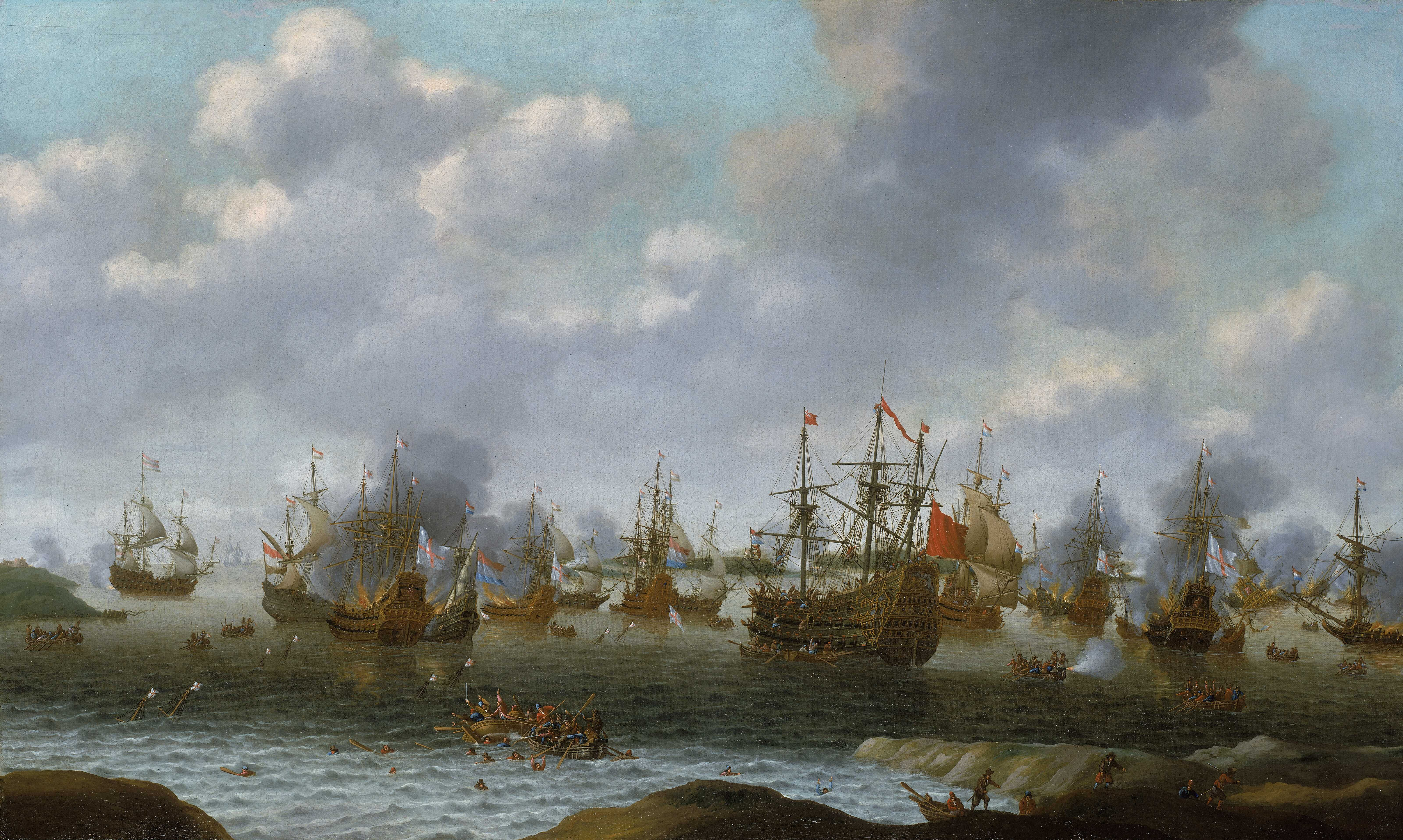
Tocht naar Chatham, door Pieter Cornelisz van Soest.

De Staatse vloot was de vloot van oorlogsschepen ten tijde van de Republiek der Zeven Verenigde Nederlanden. Deze vloot was niet te vergelijken met de tegenwoordige marines. Er was geen centrale organisatie die een vaste oorlogsvloot met vaste bemanning in de vaart hield. De schepen werden geleverd door de vijf admiraliteiten, waardoor de gewestelijke invloed groot was. Verder maakten bewapende koopvaarders ook een belangrijk deel uit van de vloot gedurende oorlogstijd.

## Ontstaan
In de Bourgondische en Habsburgse Nederlanden was men begonnen aan een centraal beleid ten aanzien van een marineorganisatie. De belangen van de centrale regering in Brussel kwamen echter niet altijd overeen met die van de gewesten, waardoor die regelmatig zelf vloten uitrustten.

## Opstand
In 1568 begon de Opstand. Voor de bevoorrading had Lodewijk van Nassau enkele schippers een kaperbrief gegeven om koopvaarders te beroven. Op deze kaperschepen zaten edelen die hun privileges waren kwijtgeraakt, strenge calvinisten die gevlucht waren voor het katholieke gezag en ook misdadigers. Dit werden de geuzen, waarvan Lodewijk van Boisot admiraal van Zeeland werd.
In 1575 werd de admiraliteit van Zuid-Holland ingesteld, tegelijk met die van Noord-Holland. De admiraliteit van Zuid-Holland stond van het begin af het meest in aanzien en had dan ook zekere anciënniteitsrechten. Het tot 1578 nog Spaansgezinde Amsterdam trad pas rond 1585 met een eigen admiraliteit toe.
De opstandige landvoogd Dudley stelde in 1586 een nieuwe instructie voor de admiraliteit op. Op basis van deze nieuwe instructie werden dat jaar de admiraliteitsraden in Veere, Rotterdam en Hoorn opgericht, alsook die van Oostende. Oostende stond echter al vanaf 1572 onder invloed van Zeeland en onder Zeeuwse druk werd deze admiraliteit al in het jaar daarop opgeheven. Na de Val van Oostende in 1604 kwam de stad onder de Duinkerkse Admiraliteit, die in 1583 door de Spaanse landvoogd Parma was opgericht.

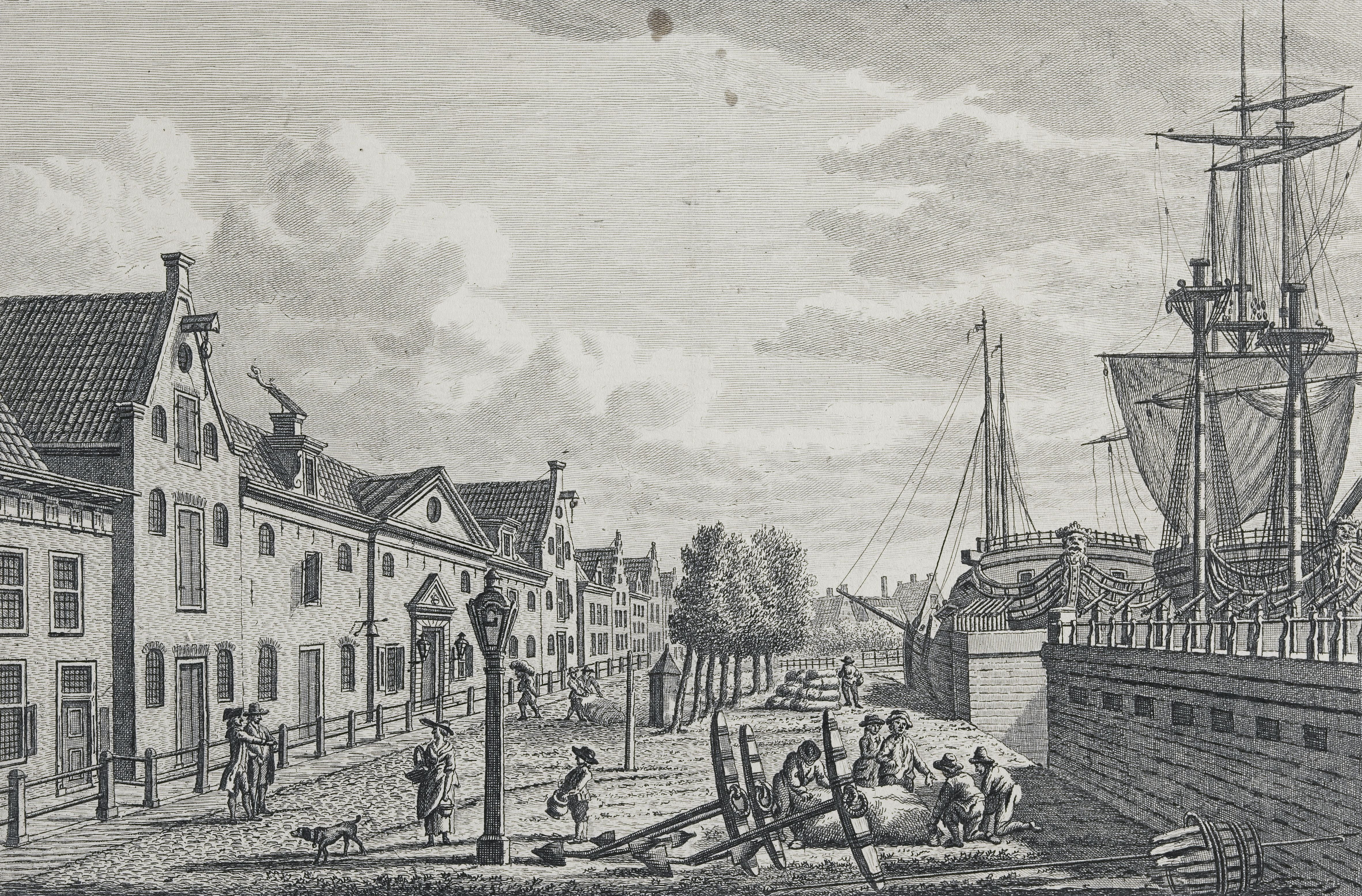
Gezicht op de gebouwen van de Admiraliteit in Harlingen.

De Opstand maakte een betere regeling van het marinebestuur noodzakelijk. In 1596 werd in een poging tot centralisatie een generaal College van Admiraliteit opgericht, bestaande uit gecommitteerden van alle provinciën. Provinciaal particularisme zorgde er echter voor dat dit maanden later terzijde werd geschoven. De sfeer werd zelfs zo grimmig dat Zeeland en Holland elkaars schepen aanhielden en Elizabeth I van Engeland zich geroepen voelde een poging tot verzoening te doen.
Op 13 augustus 1597 werd het beheer van het zeewezen in een Instructie voor de Admiraliteiten door de Staten-Generaal vastgelegd. Vanaf dat jaar lag de maritieme verdediging van de Republiek in handen van vijf Colleges ter admiraliteit: De Admiraliteit van Zeeland (Middelburg), de Friese Admiraliteit (Harlingen, voor 1645 Dokkum), de Admiraliteit van het Noorderkwartier (Hoorn en Enkhuizen), de Admiraliteit van Amsterdam en de Admiraliteit van de Maze (Rotterdam).
De admiraliteitscolleges werden bestuurd door de Heeren Raden ter Admiraliteit. De prins van Oranje was als admiraal-generaal voorzitter van de colleges. Hij liet zich vertegenwoordigen door een luitenant-admiraal. Als er geen stadhouder was – zoals tussen 1650 en 1672 – hadden de Staten-Generaal de eindverantwoordelijkheid. In de praktijk kwam daardoor veel macht terecht bij de raadpensionaris, de secretaris van de Staten van Holland.
Hoewel de admiraliteitscolleges generaliteitsorganen waren, hadden de gewesten veel invloed, ondanks de gezamenlijke vergaderingen in Den Haag. De Admiraliteit van Amsterdam maakte over het algemeen de dienst uit. Dit college nam de meeste activiteiten van de zeemacht voor zijn rekening.
De admiraliteitscolleges hadden tot taak om de kustwateren en de handelsvloot van onder andere de VOC te beschermen, hiervoor belastinggelden te innen via konvooien en licenten (in- en uitvoerrechten) en daarmee de uitrusting van de oorlogsvloot te bekostigen. De belangrijkste taak van de colleges was het bouwen, onderhouden en uitrusten van de oorlogsvloot.

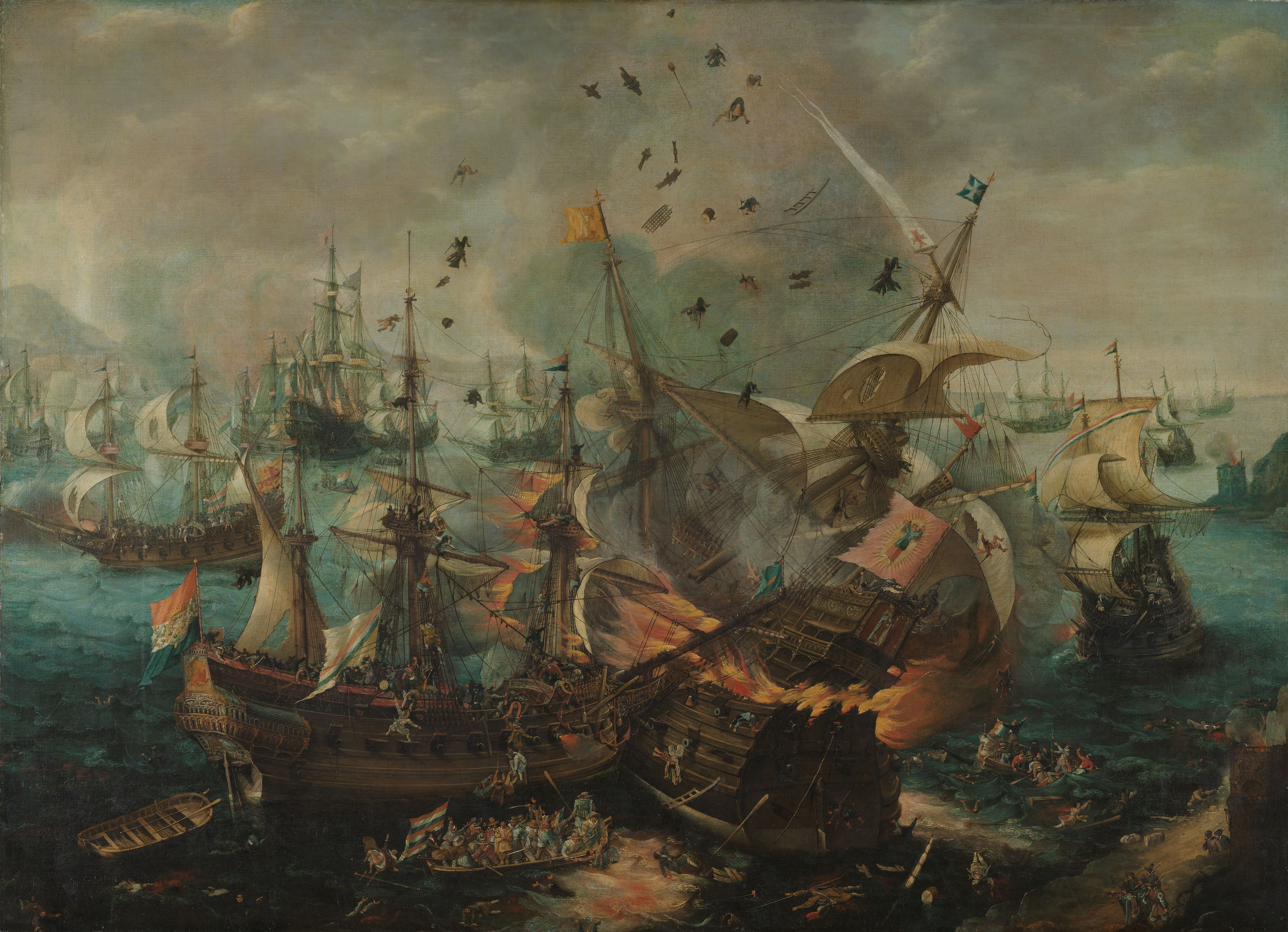
De Slag bij Gibraltar door Hendrick Cornelisz Vroom.

Tijdens de 17e eeuw was de Republiek betrokken bij tal van zeeslagen. Hoofddoel was het openhouden van de handelsroutes op zee en de verdediging van het grondgebied. Tot 1648 was Spanje de vijand. Een Staatse vloot vernietigde in 1607 de gehele Spaanse vloot tijdens de Slag bij Gibraltar. Mede als gevolg van de vernietiging van deze Spaanse vloot gingen in 1608 vredesbesprekingen van start die in 1609 resulteerden in het Twaalfjarig Bestand.
Met de Slag bij Duins in 1639 – waarbij luitenant-admiraal Maarten Tromp en viceadmiraal Witte de With een Spaanse oorlogsvloot van 55 schepen, de Tweede Spaanse Armada, versloegen – kwam er een einde aan de Spaanse dominantie op zee.
Daarnaast blokkeerde de vloot de Vlaamse kust en begeleidde ze de handelsvloot richting de Oostzee. De nauwe relaties tussen de Zweden en de Nederlanders irriteerden de Denen. Veel Nederlandse kooplieden hadden zich gevestigd in Zweden, waar ze een groot aandeel hadden in de opbouw van handel en industrie. Een van hen was Louis de Geer die in 1644 een complete marine leverde vanuit de Republiek, 23 schepen met zeelieden en officieren, zodat Fehmarn door de Zweden kon worden bezet. De Denen verboden in 1640 de export van hout uit Noorwegen. Nederland begon met Zweden een oorlog tegen de Denen, waarop deze de Sont afsloten. In 1644 en 1645 forceerde Witte de With daarom op de Brederode met een enorm konvooi koopvaarders — 702 in de retourvloot van het laatste jaar — de Sont en dwong zodoende een gunstig tolverdrag af.

## Engels-Nederlandse Oorlogen
In de loop van de 17e eeuw wekte de maritieme expansie van de Republiek steeds meer afgunst op, vooral van de Engelsen. Naast de bulkvaart begon men zich steeds meer te richten op luxegoederen. De textielnijverheid richtte zich steeds meer op het verfijnen van halffabricaten die voornamelijk uit Engeland werden ingevoerd. Hierop verboden de Engelsen in 1614 de export hiervan, het zogenaamde Cockayne Project. Dit mislukte echter, doordat de Staten-Generaal de import van afgewerkt textiel uit Engeland verboden. De Engelse textielnijverheid liep hierdoor een achterstand op van decennia. In 1617 hief Engeland het verbod op, maar het Nederlandse verbod bleef van kracht.
Na de Vrede van Münster in 1648 nam de Republiek de traditionele handel van Engeland met Spanje en Portugal over, wat daar een enorm ressentiment opriep. Nederland had een enorme handelsvloot (met meer schepen dan alle andere landen in Europa samen) en bezat nu een dominante positie in de Europese handel in het algemeen, en de Baltische handel in het bijzonder. Ze hadden verder nog het merendeel van de Portugese gebieden in Oost-Indië geannexeerd, inclusief het bijbehorende monopolie op de zeer winstgevende specerijenhandel, en kregen meer en meer invloed over de zeehandel tussen Engeland en zijn Noord-Amerikaanse koloniën.
Met de Navigation Acts van 1651 werd schepen onder Nederlandse vlag de toegang in Engelse havens ontzegd als ze goederen vervoerden die niet uit de Nederlanden afkomstig waren. Omdat dit het leeuwendeel was van de Nederlandse scheepvaart op Engeland, ondermijnden deze wetten de handelspositie van de Nederlanden enorm. Dit leidde tot de Engels-Nederlandse Oorlogen. Tijdens de Eerste Engels-Nederlandse Oorlog (1652-1654) waren de Engelse vlootoperaties er vooral op gericht de Nederlandse koopvaarders de vrije doorvaart te belemmeren. Een voorbeeld hiervan was de Slag bij de Singels in december 1652, waarbij Maarten Harpertszoon Tromp het Kanaal open wist te houden. De slag bij Livorno in 1653 onder commandeur Jan van Galen gaf de Nederlanders de overhand in de Middellandse Zee, de Engelse handel met de Levant was hierna aan hen overgeleverd. In de Tweede Engels-Nederlandse Oorlog (1665-1667) vonden een vijftal grote acties plaats, bijna alle onder de Engelse kust. In 1667 ondernam Michiel de Ruyter zijn gedenkwaardige Tocht naar Chatham.

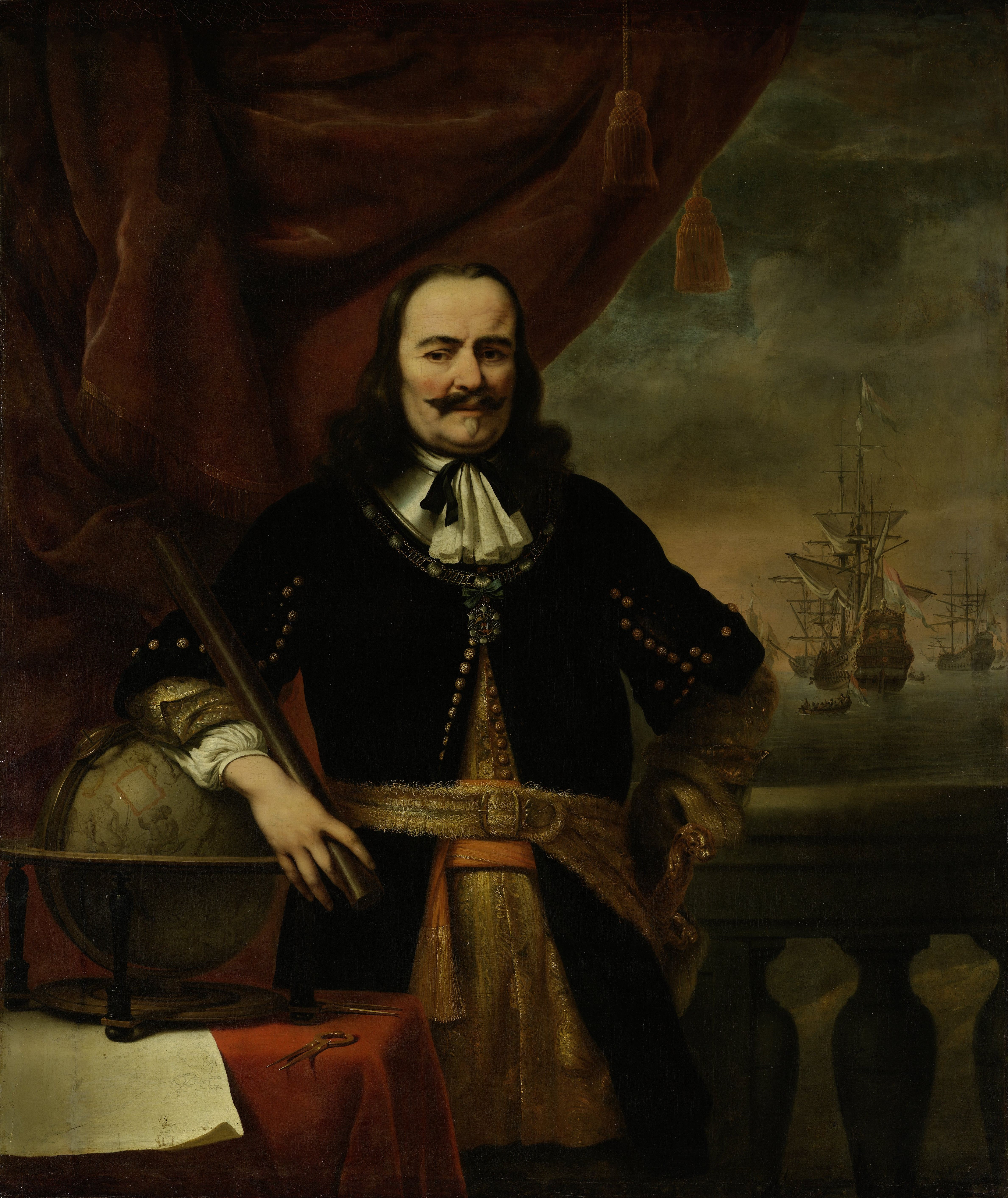
Michiel de Ruyter door Ferdinand Bol in 1667. Hij draagt zijn Orde van de Heilige Michaël.

De Derde Engels-Nederlandse Oorlog (1672-1674) was onderdeel van de Hollandse Oorlog (1672-1678). In dat jaar verklaarden Engeland, Frankrijk, Keulen en Münster de Republiek de oorlog, omdat deze ondertussen een grootmacht was geworden en als bedreigend werd gezien. Tegenover de grote Brits-Franse overmacht op zee werd de Staatse vloot al snel in de verdediging gedrongen. Dankzij zijn tactisch vernuft wist De Ruyter de vijand echter van de Hollandse kust af te houden. Tijdens deze oorlogen onderscheidde de Ruyter zich dusdanig dat hij Nederlands grootste zeeheld werd.
Met het sluiten van de Vrede van Westminster in 1674 kwam een einde aan de handelsoorlogen tussen de rivaliserende zeemachten. Nadat stadhouder Willem III van Oranje-Nassau tot koning van Engeland was uitgeroepen, streden Engeland en de Republiek als bondgenoten tegen Frankrijk. De strijd verplaatste zich van de Noordzee en het Kanaal naar de Franse kust en de Middellandse Zee, waar werd opgetreden tegen vlooteskaders van Lodewijk XIV en Barbarijse zeerovers. Aan het einde van de Spaanse Successieoorlog (1702-1713) kwam er een einde aan de wedloop.

## Zeventiende eeuw
In het begin van de 17e eeuw werd de Staatse vloot versterkt met bewapende koopvaardijschepen. De invoering van de linietactiek maakte wendbaarheid, zeilcapaciteit, snelheid en uniformiteit van de schepen echter steeds belangrijker. In 1653 besloten de Staten-Generaal op initiatief van raadpensionaris Johan de Witt tot de bouw van zestig schepen. De Zeven Provinciën was een van deze schepen en werd speciaal gebouwd voor de oorlog met Engeland.
Johan de Witt werkte nauw samen met Michiel de Ruyter, die namens de Staten-Generaal het opperbevel voerde over de hele vloot, en met de Amsterdamse koopman en lid van het admiraliteitscollege David de Wildt, die voor het geld moest zorgen.
In de jaren zestig werd opdracht gegeven voor een tweede serie van zestig schepen. Zo werd in de tweede helft van de 17e eeuw een grote, staande oorlogsvloot van honderd linieschepen, fregatten, en lichtere vaartuigen geformeerd. Het grootste charter, waaronder De 7 Provinciën, het vlaggenschip van De Ruyter, was voorzien van 80 tot 96 stukken geschut.
De marine had normaal gesproken zo'n drie- à vierduizend zeelieden in dienst, behalve bij oorlogsdreiging als er duizenden schepelingen werden gemonsterd. Vlagofficieren en kapiteins waren zelf verantwoordelijk voor de werving van de opvarenden. Anders dan bij de VOC werden zeelui en scheepssoldaten voor slechts één oorlogscampagne in dienst genomen. Officieren van de vloot vormden hierop een uitzondering. Al in het begin van de 17e eeuw traden een paar ervaren kapiteins in vaste dienst tegen een jaarsalaris, de ordinaris-kapiteins. Deze zorgden zelf voor de proviandering. Elke kapitein kocht van de kostpenningen proviand in. Door goedkoop in te kopen, kon de winst oplopen tot duizenden guldens en vormden de kostpenningen de belangrijkste inkomsten van de commandant.
De zeelui kwamen voornamelijk uit het proletariaat en de multinationale bevolking van de havensteden. In 1665 kwam een regiment scheepssoldaten aan boord, dat later tot het Korps Mariniers zou uitgroeien.

## Neergang
In de 18e eeuw kon de Staatse vloot niet meer op tegen Groot-Brittannië en Frankrijk. Een ambitieus bouwprogramma in de jaren tachtig kon het rampzalige verloop van de Vierde Engels-Nederlandse Oorlog (1780-1784) tegen Engeland niet keren. Hoewel de Slag bij de Doggersbank (1781), geleid door vlootvoogd Johan Zoutman, onbeslist eindigde was het in feite een strategische nederlaag. Bij de Vrede van Parijs kreeg Engeland het recht op vrije vaart in de Oost-Indische wateren. Dat was tekenend voor de Britse heerschappij op zee, omdat Nederland met Nederlands-Indië juist daar zeer grote belangen had.

## Na de Franse tijd
In de Franse tijd werden de vijf admiraliteiten vervangen door een centrale organisatie, later ministerie. Onder Willem I kwam het tot de Koninklijke Nederlandse Zeemacht, vanaf 1905 officieel de Koninklijke Marine.